# Fòsfor vermell
El fòsfor vermell és una de les formes al·lotròpiques del fòsfor elemental. Es tracta d'una substància amorfa, de color rogenc, poc soluble en aigua i dissolvents orgànics habituals. Contràriament al fòsfor blanc, no és soluble en sulfur de carboni i no és tòxic.

## Característiques fisicoquímiques

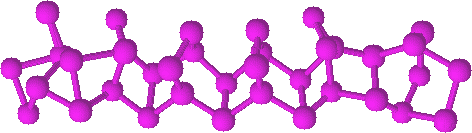
Estructura del fòsfor vermell

Fórmula: P₄
Massa molecular: 30,974 g/mol
Densitat: aprox. 2,16 g/mL
Punt de fusió: 585–610 °C
Nº CAS: 7723-14-0

## Reaccions generals
En contacte amb substàncies oxidants es transforma, amb una reacció molt violenta i a vegades explosiva, en pentaòxid de difòsfor, formant un fum blanc.
El fòsfor vermell es forma del fòsfor blanc a 250–270 °C o d'una forta irradiació amb llum. Pot ser reconvertit en fòsfor blanc per escalfament en condicions inertes, per exemple, sota una capa d'oli. Tot i que es tracta de la forma de fòsfor produïda en més quantitat industrialment, se sap poc de la seva estructura molecular. Probablement es tracta d'un polímer amb estructures parcials en capes semblants a les que es troben en el fòsfor de Hittorf, on tots els àtoms de fòsfor estan units a tres altres àtoms del mateix element.

## Aplicacions
En química el fòsfor és utilitzat en algunes reaccions com a agent reductor. Per exemple, en presència de traces de iode com a catalitzador és capaç de reduir clorosulfonats en tiols. També és un important compost de partida per a la síntesi de diversos compostos d'aquest element, des del triclorur de fòsfor o el pentaclorur de fòsfor fins subsegüentment les fosfines, etc.
També s'utilitza en els mistos, on produeix la ignició d'aquests en contacte amb clorat de potassi.

### Retardant de flama
El fòsfor vermell es pot utilitzar com a retardant de flama molt eficaç, especialment en termoplàstics (per exemple, poliamida) i termoestables (per exemple, resines epoxi o poliuretà). L'efecte retardant de la flama es basa en la formació d'àcid polifosfòric. Juntament amb el material polimèric orgànic, aquest àcid crea un carbó que impedeix la propagació de les flames. Els riscos de seguretat associats a la generació de fosfina i a la sensibilitat al fregament del fòsfor vermell es poden reduir eficaçment mitjançant estabilització i microencapsulació. Per a un maneig més fàcil, el fòsfor vermell s'utilitza sovint en forma de dispersions o masterbachs en diversos sistemes portadors. No obstant això, per als sistemes electrònics / elèctrics, els principals fabricants OEM l'han descartat efectivament el fòsfor vermell com a retardant a causa de la seva tendència a induir fallides prematures.
Al llarg dels anys, hi ha hagut dos problemes: el primer era que el fòsfor vermell en els compostos epoxi enformats per emmotllament induïa un elevat corrent de fuita en dispositius semiconductors i el segon va ser l'acceleració de les reaccions d'hidròlisi en material aïllant PBT (Tereftalat de Polibutè).